# Leïla Mezian Benjelloun
Leïla Mezian Benjelloun, nhũ danh Mezian, (tiếng Ả Rập: ليلى مزيان بن جلون, đã Latinh hoá: Laylā Mizyān bin Jallūn; mất ngày 13 tháng 7 năm 2024) là một nữ bác sĩ và nữ doanh nhân người Maroc, và là vợ của tỷ phú Othman Benjelloun.

## Đầu đời
Leïla Mezian Benjelloun là con gái của tướng người Maroc Mohamed Meziane. Bà sinh ra ở Valencia, và lớn lên ở Tây Ban Nha. Bà tốt nghiệp trường y khoa của Đại học Madrid.

## Nghề nghiệp
Leïla Mezian Benjelloun là chủ tịch của Quỹ Ngân hàng BMCE.
Vào tháng 10 năm 2017, Leïla Mezian Benjelloun đã đặt viên đá khởi công của Bảo tàng Nghệ thuật và Truyền thống Ma-rốc mới 1200 m² (MATM) mà bà đang xây dựng ở ngã ba giao cắt giữa Đại lộ Moulay Youssef và Đại lộ Roudani ở Casablanca. Tòa nhà sẽ cao 26 mét và có ngân sách với chi phí 79 triệu MAD. Kiến trúc sư là Tarik Oualalou. Thời gian hoàn thành của Bảo tàng Nghệ thuật và Truyền thống Ma rốc dự kiến là vào năm 2018.
Leïla Mezian Benjelloun là chủ tịch của Tổ chức Alaouite về Bảo vệ Người mù và Hội chữ thập đỏ Ma-rốc, phó chủ tịch Hiệp hội các bác sĩ y khoa ở Ma-rốc, và là chủ tịch của Quỹ Benjelloun-Mezian.

## Đời tư
Bà đã kết hôn với Othman Benjelloun từ năm 1960, và hai người có hai người con. Con đầu của cặp vợ chồng này là Dounia, một nhà sản xuất phim, và người con thứ hai là Kamal, một nhà nhân chủng học và là nhà môi trường học người Ma rốc. Bà qua đời vào ngày 13 tháng 7 năm 2024.